# NGC 7652
NGC 7652 este o galaxie situată în constelația Tucanul. A fost descoperită în 28 octombrie 1834 de către John Herschel. Se află la o distanță de 119,67 megaparseci de Pământ.